# USA en vrac
Pour plus de détails, voir Fiche technique et Distribution.
USA en vrac est un court métrage réalisé par Claude Lelouch, sorti en 1957.

## Fiche Technique
- Titre : USA en vrac
- Réalisation : Claude Lelouch
- Pays :  France
- Format : Noir et blanc
- Genre : court métrage documentaire[1]
- Durée : 15 minutes
- Date de sortie : 1957